# Deutscher Filmpreis 2004

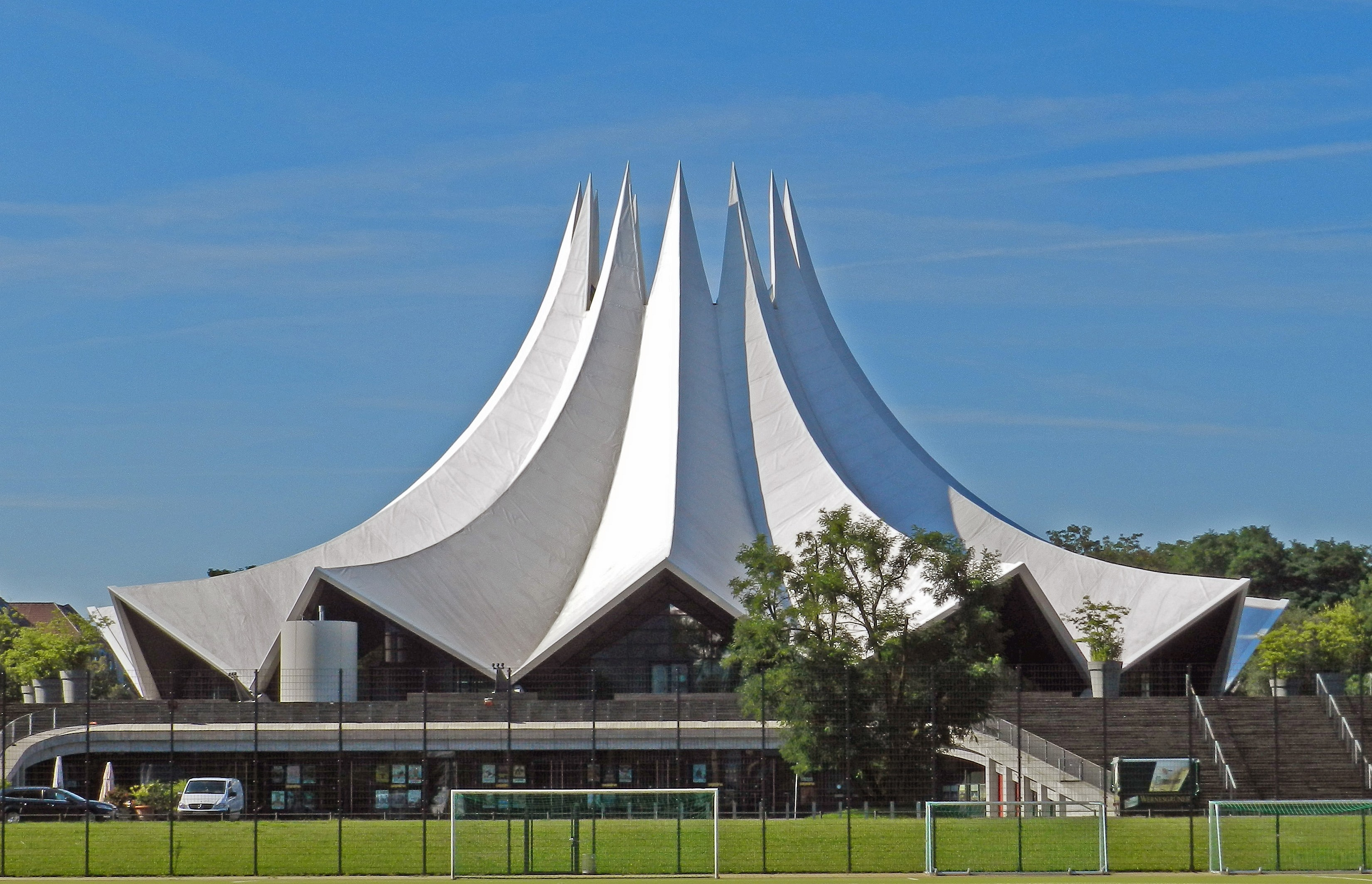
Tempodrom, Veranstaltungsort des Deutschen Filmpreises 2004

Die 54. Verleihung des Deutschen Filmpreises fand am 18. Juni 2004 im Berliner Tempodrom vor 2000 Gästen statt. Moderiert wurde die Gala von Jessica Schwarz und Ulrich Wickert. Die Direktübertragung wurde vom Abo-Sender Premiere gesendet; eine 90-minütige Zusammenfassung wurde am Folgetag in der ARD gezeigt.
Großer Gewinner des Abends war Fatih Akins Beziehungsdrama Gegen die Wand, das neben dem Hauptpreis mit weiteren vier Auszeichnungen bedacht wurde. Zwei Publikumspreise erhielt Sönke Wortmanns Historienfilm Das Wunder von Bern und sein Hauptdarsteller Peter Lohmeyer.

## Preise

### Preise mit Nominierungen
In acht Kategorien wurden mehrere Kandidaten nominiert, die am 15. Mai 2004 veröffentlicht wurden.

#### Bester Spielfilm
Gegen die Wand (Filmpreis in Gold) – Produktion: Stefan Schubert, Ralph Schwingel (Wüste Filmproduktion)
- Kroko (Filmpreis in Silber) – Produktion: Gudrun Ruzicková-Steine (Luna Film)
- Das Wunder von Bern (Filmpreis in Silber) – Produktion: Hanno Huth, Tom Spieß, Sönke Wortmann (Little Shark Entertainment, Senator Film Produktion)

außerdem nominiert:
- Herr Lehmann – Produktion: Claus Boje
- Muxmäuschenstill – Produktion: Martin Lehwald
- Wolfsburg – Produktion: Bettina Reitz

#### Bester Dokumentarfilm
Die Kinder sind tot – Produktion: Thomas Kufus
- Die Geschichte vom weinenden Kamel – Produktion: Tobias Siebert

#### Bester Kinder- und Jugendfilm
Die Blindgänger – Produktion: Ingelore König
- Die wilden Kerle – Produktion: Ewa Karlström, Andreas Ulmke-Smeaton

#### Beste weibliche Hauptrolle
Sibel Kekilli – Gegen die Wand
- Nina Hoss – Wolfsburg
- Johanna Wokalek – Hierankl

#### Beste männliche Hauptrolle
Birol Ünel – Gegen die Wand
- Josef Bierbichler – Hierankl
- Horst Krause – Schultze gets the blues

#### Beste weibliche Nebenrolle
Fritzi Haberlandt – liegen lernen
- Katja Danowski – Herr Lehmann
- Johanna Gastdorf – Das Wunder von Bern

#### Beste männliche Nebenrolle
Detlev Buck – Herr Lehmann
- Fritz Roth – Muxmäuschenstill
- Hinnerk Schönemann – Kroko

#### Beste Regie
Fatih Akin – Gegen die Wand
- Christian Petzold – Wolfsburg
- Sönke Wortmann – Das Wunder von Bern

### Jury-Preise
Bereits am 7. Mai 2004 wurden die durch eine Jury vergebenen Preise für „weitere hervorragende Einzelleistungen“, zwei Drehbuchpreise, den besten ausländischen Film sowie der Ehrenpreis von Kulturstaatsministerin Christina Weiss bekanntgegeben. Darüber hinaus wurden noch zwei vom Publikum bestimmte Auszeichnungen vergeben.

#### Bestes Drehbuch
Je 30.000 Euro erhielten
Sven Regener (verfilmt) – Herr Lehmann
Marei Gerken (unverfilmt) – The Far Side of the Sea

#### Beste Kamera/Bildgestaltung
Rainer Klausmann – Gegen die Wand

#### Bester Schnitt
Sarah Clara Weber – Muxmäuschenstill

#### Bestes Szenenbild
Natascha E. Tagwerk – Schultze gets the blues

#### Beste Filmmusik
Max Berghaus, Stefan Hansen, Dirk Reichardt – Erbsen auf halb 6

#### Bester ausländischer Film
Lost in Translation – Sofia Coppola

#### Ehrenpreis für herausragende Verdienste um den deutschen Film
Mario Adorf

#### Publikumspreis: Film des Jahres
Das Wunder von Bern

#### Publikumspreis: Schauspieler/in des Jahres
Peter Lohmeyer – Das Wunder von Bern